# 手代木直美
手代木 直美（てしろぎ なおみ、英:TESHIROGI Naomi、旧姓・牧野、1980年9月12日 - ）は北海道上川郡清水町出身の元サッカー審判員（国際副審）。

## 来歴
小学校時代からサッカーを始め、北海道帯広南商業高等学校ではサッカー部に所属、ここで顧問に勧められて審判資格の取得を始める。卒業後、専門学校日本福祉リハビリテーション学院で理学療法を学び、札幌市の医療法人社団朋仁会整形外科北新病院に勤務しながら佛教大学の通信教育課程を受講し卒業。2006年に女子1級審判員の資格を取得する。
2012年に日本サッカー協会 (JFA) 推薦により国際サッカー連盟 (FIFA) の国際審判員に登録。アジアサッカー連盟 (AFC) 大会で経験を積み、2015 FIFA女子ワールドカップに主審の山岸佐知子と共に選出され、翌年のリオデジャネイロオリンピックには日本人女性で唯一（男子を担当する佐藤隆治・相樂亨・山内宏志と共に）選出された。また、ウルグアイで開催された2018 FIFA U-17女子ワールドカップには主審の山下良美と副審の坊薗真琴の3名でチームを組み、準決勝・ニュージーランド対スペイン戦を始め3試合の主審を務めた。
2018年12月3日には、FIFAにより翌年開催される2019 FIFA女子ワールドカップへ山下、坊薗、萩尾麻衣子と共に審判団として選出。これに先立つ2019年5月15日に行われたAFCカップ2019グループF・ヤンゴン・ユナイテッドFCvsナガワールドFCの副審も務めた。この試合では、主審を山下が、副審を手代木と坊薗が務めており、女性審判団が男子競技のAFC主催大会を担当するのは初めてのことであった。
2023年、FIFAより「2023 FIFA女子ワールドカップ オーストラリア／ニュージーランド大会」を担当する審判団メンバーに主審を担当する山下良美、副審を担当する坊薗真琴と共にワンクルーとして選出され、同年7月20日の大会開幕戦であるグループA初戦のニュージーランド VS ノルウェー戦を3人で担当した。
2024年12月29日、日本サッカー協会は手代木が2024年シーズンをもってトップリーグ担当審判員から勇退することを明らかにした。審判員としての活動に区切りをつけるとのことで、国際審判員登録も2024年限りとなった。

## 挿話
2018年4月より会社員の夫の転勤により秋田県秋田市に在住していた。2024年時点では宮城県仙台市在住。

## 出場記録
| 国内大会個人成績 | 国内大会個人成績 | 国内大会個人成績 | 国内大会個人成績 | 国内大会個人成績 | 国内大会個人成績 | 国内大会個人成績 | 国内大会個人成績 | 国内大会個人成績 | 国内大会個人成績 | 国内大会個人成績 |
| 年度             | J1               | J1               | J2               | J2               | J3               | J3               | リーグ杯         | リーグ杯         | 天皇杯           | 天皇杯           |
| 年度             | 主審             | 副審             | 主審             | 副審             | 主審             | 副審             | 主審             | 副審             | 主審             | 副審             |
| ---------------- | ---------------- | ---------------- | ---------------- | ---------------- | ---------------- | ---------------- | ---------------- | ---------------- | ---------------- | ---------------- |
| 2015             | -                | -                | -                | -                | 0                | 1                | -                | -                | 0                | 0                |
| 2016             | -                | -                | -                | -                | 0                | 1                | -                | -                | 0                | 0                |
| 2022             | -                | -                | 0                | 1                | 0                | 4                | -                | -                | 0                | 0                |
| 通算             | 0                | 0                | 0                | 1                | 0                | 6                | 0                | 0                | 0                | 0                |

- 日本フットボールリーグ(JFL)

| JFL個人成績 | JFL個人成績 | JFL個人成績 |
| 年度        | 主審        | 副審        |
| ----------- | ----------- | ----------- |
| 2014        | 0           | 2           |
| 2015        | 0           | 2           |
| 2016        | 0           | 3           |
| 2017        | 0           | 4           |
| 2018        | 0           | 1           |
| 2019        | 0           | 1           |
| 2020        | 0           | 5           |
| 2021        | 0           | 14          |
| 2022        | 0           | 10          |
| 通算        | 0           | 42          |